# Fortifications romaines des Cluses
Les fortifications romaines des Cluses sont un ensemble de fortifications d'origine romaine situées sur la commune des Cluses dans les Pyrénées-Orientales. L'ensemble du site des Cluses est un cas unique en France de vestiges de ce type de fortifications romaines de montagne.

## Situation
Le site est situé sur la commune des Cluses, dans le massif des Albères. Il est composé de deux ensembles de fortifications romaines sont situées en surplomb de la Via Domitia, de chaque côté de la rivière de la Rome, qui traverse la commune au fond de la vallée du sud vers le nord.  En contrebas de ces deux ensembles et directement sur la Via Domitia le long du cours de la Rome se situe la Porte des Cluses, ancien lieu de contrôle et frontière entre l'ancienne Gaule et l'ancienne Hispanie.

## Toponymie
Le lieu est mentionné dès 673 dans un texte en latin de Julien de Tolède sous la forme Castrum clausuras qui désigne une place fortifiée (Castrum) protégeant un passage étroit (clausuras). Au IXe siècle, clausuras est raccourci en clusas, au sens proche, dérivé du verbe cludere signifiant « fermer ». Le mot dérive peu à peu pour aboutir au catalan Les Cluses, la forme au singulier La Clusa, majoritaire au cours du Moyen Âge, finissant par laisser place à la forme plurielle.

## Histoire
La Via Domitia est construite à partir de  118 av. J.-C. pour relier l’Italie à la péninsule Ibérique en traversant la Gaule narbonnaise. Le passage des Cluses constitue un verrou naturel sur cette portion de son tracé où la route suit le cours de la Rome, enfoncé au fond de la vallée entre deux falaises permettant d'en surveiller facilement l'accès. Ce point devient donc un passage de frontière entre la Gaule et l'Hispanie. Certains éléments de la Cluse Haute semblent remonter jusqu'au IIIe siècle, tandis que ceux du Château des Maures seraient du IVe siècle. Plusieurs fois remaniés, certains éléments de ces fortifications ont été utilisés jusqu'au XVIIIe siècle.

## Architecture

### Fort de la Cluse Haute
Le fort de La Cluse constitue l'ensemble de la rive droite et est situé près de la Cluse Haute. 

### Château des Maures
Le château dit « des Maures » (bien que n'ayant rien à voir avec les Maures) constitue l'ensemble de la rive gauche  et avait une forme de trapèze de 80 mètres de large et 140 mètres de long. Il comptait 3 tours carrées.

### Porte des Cluses
La porte des Cluses, dont ne subsistent que quelques éléments de murs, avait sans doute une hauteur initiale de plus de dix mètres, disposée sur une base trapézoïdale de 7 mètres sur 11. La largeur maximale de la voie, 3 mètres, se réduit à 2,20 mètres sur le lieu du franchissement de la porte, laquelle était fermée par deux vantaux d'1,50 mètre chacun et dont on peut encore voir les traces d'usure. L'étroitesse du passage pourrait laisser penser que celui-ci était à sens unique, le passage dans l'autre sens se faisant peut-être par le col de Panissars. Diverses fouilles ont montré une occupation du site dans la première moitié du Ve siècle et la récupération, pour la construction des murs, de plusieurs blocs de pierre provenant du trophée de Pompée, situé plus au Sud sur le site du col de Panissars.